# 飯羽間城

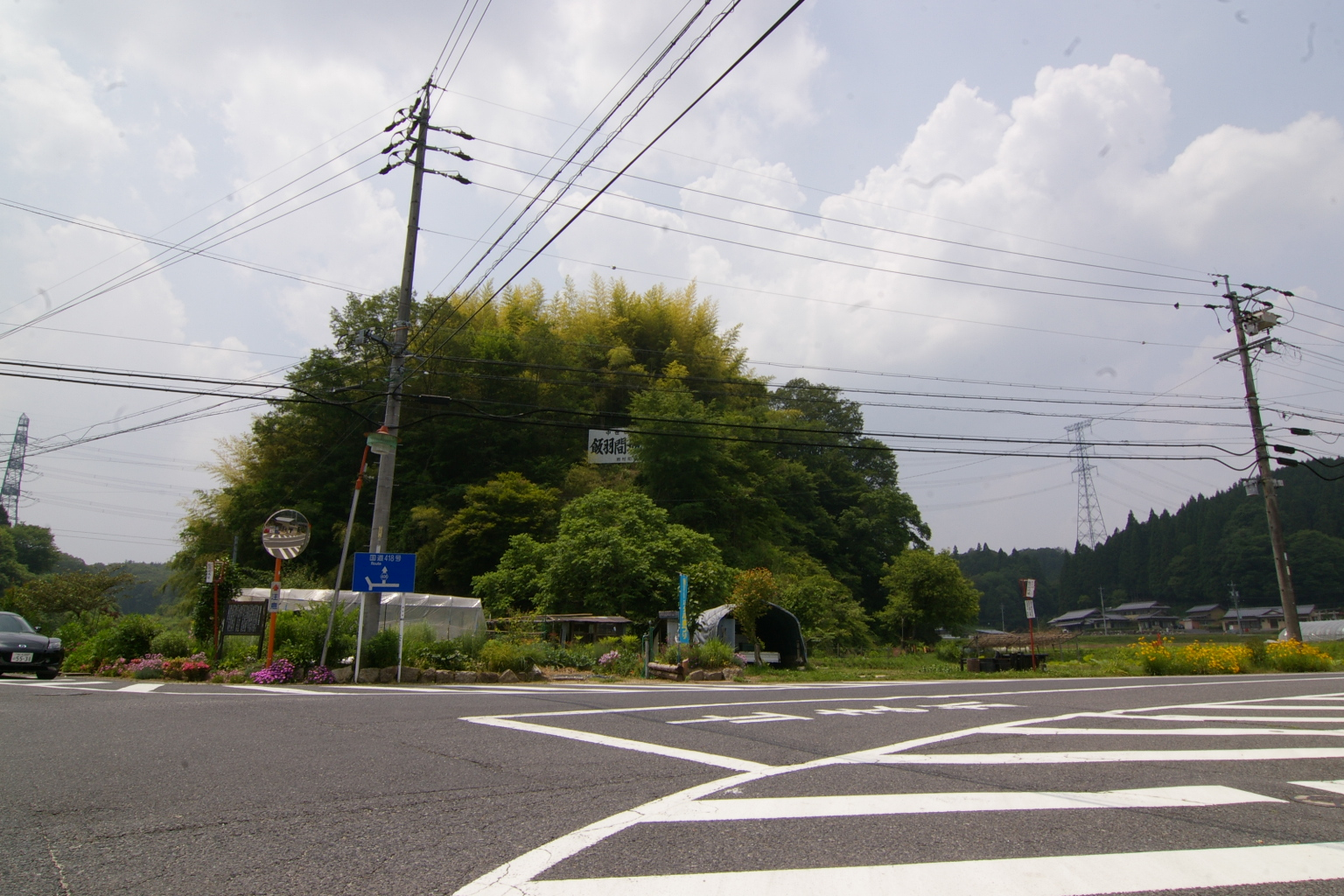
飯羽間城跡

飯羽間城（いいばまじょう）は、美濃国恵那郡遠山荘（岐阜県恵那市岩村町飯羽間）にあった鎌倉時代から戦国時代末期の日本の城。
天正2年（1574年）武田勝頼の部下に攻撃され落城した。(飯羽間城の戦い)。現在は城跡のみが残っている。

## 概要
- 美濃国恵奈郡遠山荘の地頭であった遠山氏の分家飯羽間遠山氏が本拠地とした城で明知城・苗木城・阿寺城・阿木城・千旦林城・串原城などの遠山十八支城の中の一つである。
- 飯羽間城は遠山氏の本拠地である岩村城に最も近く、防衛の最前線にある重要な城であった。飯羽間城は山の中にありながら平山城で、梯郭式と連郭式の混合縄張である。一の曲輪を最高所に、二の曲輪、三の曲輪、帯曲輪、出曲輪をもち、物見台等も多く配置していた。
- 築城時期は鎌倉時代中期頃と推定されるが、遠山氏の誰が築城したかは不明である。

### 所在地
岐阜県恵那市岩村町飯羽間字市場田

## 現地情報
現在は城山の一部が崩れ、二つある登城口の一方が通行止めになっている。
一の曲輪跡に「飯羽間城諸将士十三界萬霊塔」と書かれた城兵の供養碑があり、崖下の低地部に「史蹟飯峡城址之碑」という城址碑がある。
飯羽間城の城跡付近から二十六間筋兜が発掘された。
これは縦長梯形鉄板を26枚張り合わせた実戦向きの兜で、南北朝時代の武将が使用したものであった。
このような立派な兜は、飯羽間城主が着用したものと推定できるという。この兜の出土によって、築城は鎌倉時代中期から末期と考えられている。
上飯羽間の上平街道の傍らには、姫塚という墳墓がある。天正2年（1574年）武田軍によって飯羽間城が攻め落とされた時、飯羽間城主遠山友信の娘がこの地に隠れていた。里人はこの美しい姫を憐れみ、かくまって保護したが、間もなく亡くなったため、ここに葬って姫塚と呼んだと伝わる。 

## 信の城
飯羽間城の北東600m(岐阜県恵那市岩村町飯羽間根ノ上)に、信の城があった。城主は、神篦城主の子の信友市之丞(延友信光の一族)と記されている。(丹羽聞書)

### 交通アクセス
- 鉄道
  - 明知鉄道極楽駅下車、徒歩約20分
- 自動車
  - 中央自動車道の恵那インターチェンジから車で約20分